# Claire Villiers
Pour les articles homonymes, voir Villiers.
Claire Villiers, née le 12 mars 1951 à Courbevoie et morte le 3 décembre 2010 à Paris, est une femme politique française, fondatrice d'Agir ensemble contre le chômage et membre du Conseil d'orientation de la Fondation Copernic et vice-présidente du Conseil régional d'Île-de-France de 2004 à 2010. 

## Parcours
Syndicaliste à l’ANPE, elle est responsable nationale de la CFDT-ANPE puis du SNU-FSU ANPE jusqu’en 2001, et cofondatrice d’Agir ensemble contre le chômage en 1993 (président : Serge Havet ; vice-président : Pierre-Etienne Bouchet). Elle a notamment pris une part active dans le mouvement des chômeurs de l'hiver 1987-1988. 

### Conseillère régionale
Élue en 2004, dans les Hauts-de-Seine, au Conseil régional d'Île-de-France sur la liste « Gauche populaire et citoyenne », Claire Villiers en est la vice-présidente chargée de la démocratie sociale jusqu'en 2010. 
Au conseil régional, elle est responsable de deux instances participatives : le conseil régional des jeunes et le conseil de l’égalité Île-de-France. Elle développe des outils de soutien aux projets citoyens et de participation démocratique portés par les associations et les syndicats, de renforcement et de structuration du secteur associatif (FRDVA), ainsi que de soutien aux télévisions et radios locales. 
Elle organise des rencontres régionales de la démocratie le 9 décembre 2006 et œuvre pour renforcer la démocratie numérique. 
En septembre 2007, elle fait voter un plan d’actions de lutte contre les discriminations et pour l’égalité. Une semaine de sensibilisation, visant à mettre en synergie toutes les initiatives déjà déployées sur le territoire francilien, est organisée du 1er au 6 décembre 2008.

### Militante antilibérale
Claire Villiers milite pour l'unité de la gauche antilibérale, à la suite de la campagne unitaire du « non » au Traité constitutionnel européen en 2005. Jusqu'au bout, elle soutient l'idée d'une candidature unitaire de la gauche antilibérale et écologiste. Aussi, après le départ successif de la LCR et du PCF du rassemblement antilibéral, elle soutient la candidature de José Bové à l'élection présidentielle de 2007, dont elle est une des porte-paroles durant la campagne.
Elle est choisie par les collectifs antilibéraux et soutenue par le Parti communiste, les Alternatifs et l'Alternative citoyenne, comme candidate de rassemblement aux législatives de 2007, sous l'étiquette Gauche alternative 2007, sur la 2e circonscription des Hauts-de-Seine. Elle y obtient 2,15 % des voix.
En 2007, elle participe à la construction du mouvement unitaire Gauche alternative 2007, au sein des collectifs anti-libéraux et du secrétariat provisoire de la coordination nationale dont elle est membre. En 2009, elle participe à la création de la Fédération pour une alternative sociale et écologique.
Candidate sur la liste « Ensemble » (Front de gauche) menée par Pierre Laurent lors des élections régionales de 2010, elle est reléguée à une place non-éligible sur la liste d'union de la gauche lors du second tour.
Elle meurt à 59 ans :

« Claire Villiers est morte le vendredi matin 3 décembre 2010. Elle avait un cancer depuis 15 ans, qui a fini par prendre sa vie malgré toute la rage qu'elle a mis à le tenir à distance, en continuant ses combats, en affirmant ses convictions, alors que l'ombre de la maladie s'étendait sur elle. Elle nous a tant appris. […] »

— Extrait de l'hommage posthume, rendu par la Fondation Copernic, dont elle était membre depuis sa création en 1998.